# 牛耳巨星介
牛耳巨星介（学名：Macrocypris niuerhia）为巨星介科巨星介屬下的一个种。